# アクセル・ヴェナー＝グレン

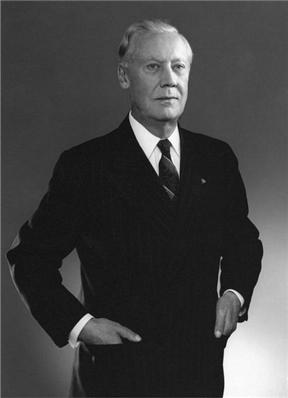
アクセル・ヴェナー＝グレン

アクセル・レンナルト・ヴェナー＝グレン（Axel Lennart Wenner-Gren、1881年6月5日 - 1961年11月24日）は、スウェーデンの起業家・実業家・投資家。1930年代に世界で最も裕福な億万長者の一人だったことに加え、様々な先端産業に関わりアルウェーグ式（アルヴェーグ式）モノレールにその名前を遺した。

## 概要

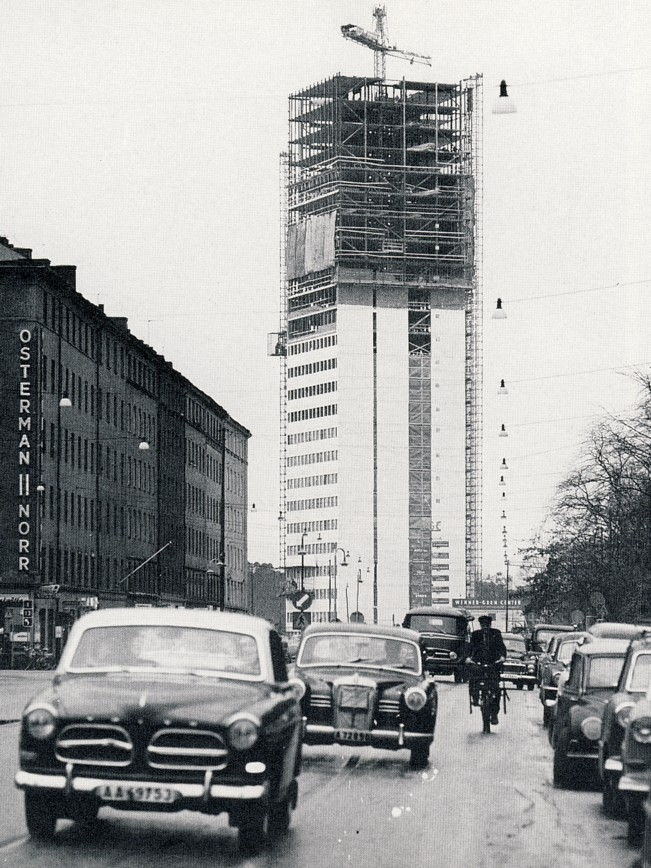
建設中のヴェナー＝グレン・センター、ストックホルム、1960年

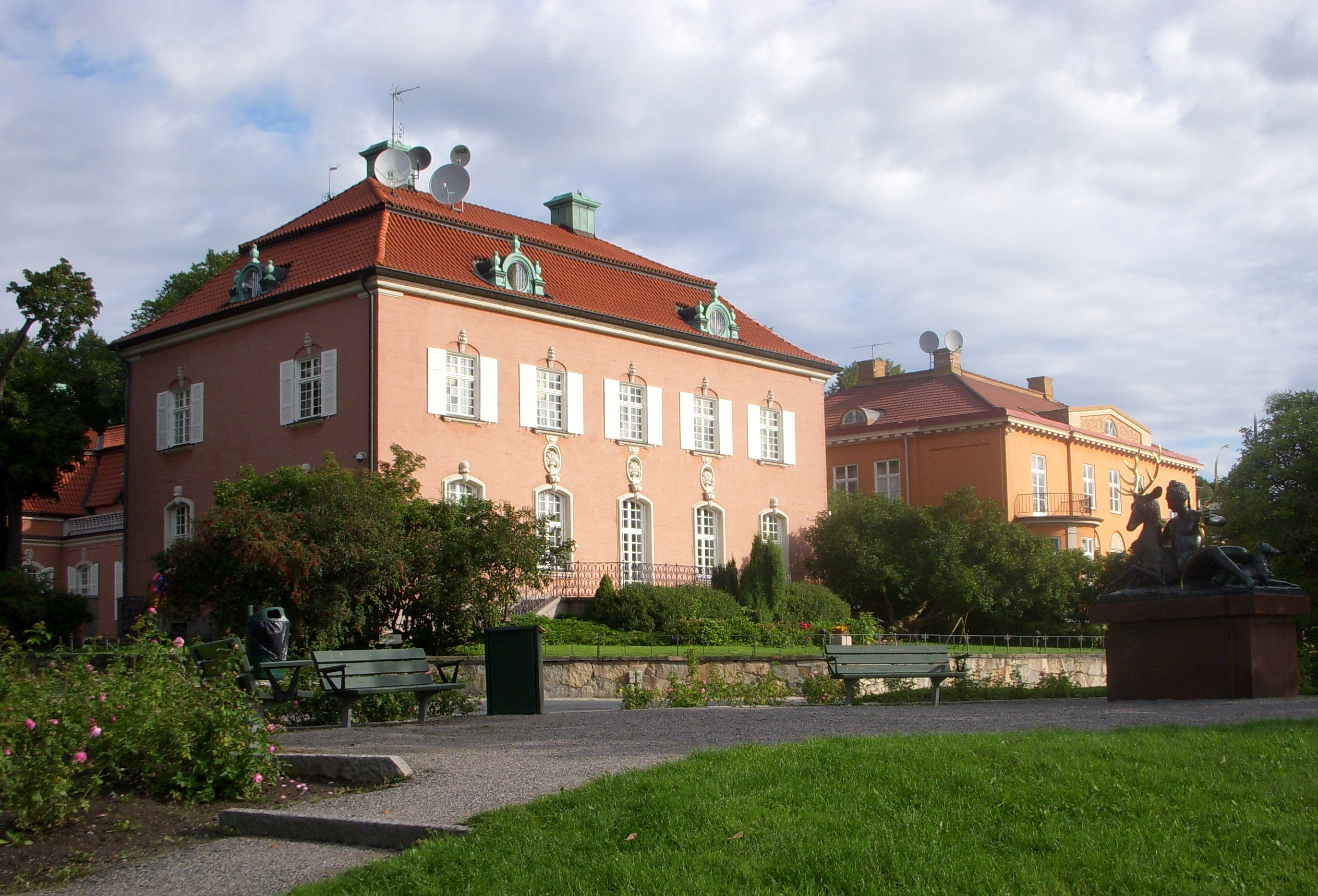
ヴェナーグレン・パレス（"Wennergren palace"）、 Diplomatstaden、ストックホルム、2008年

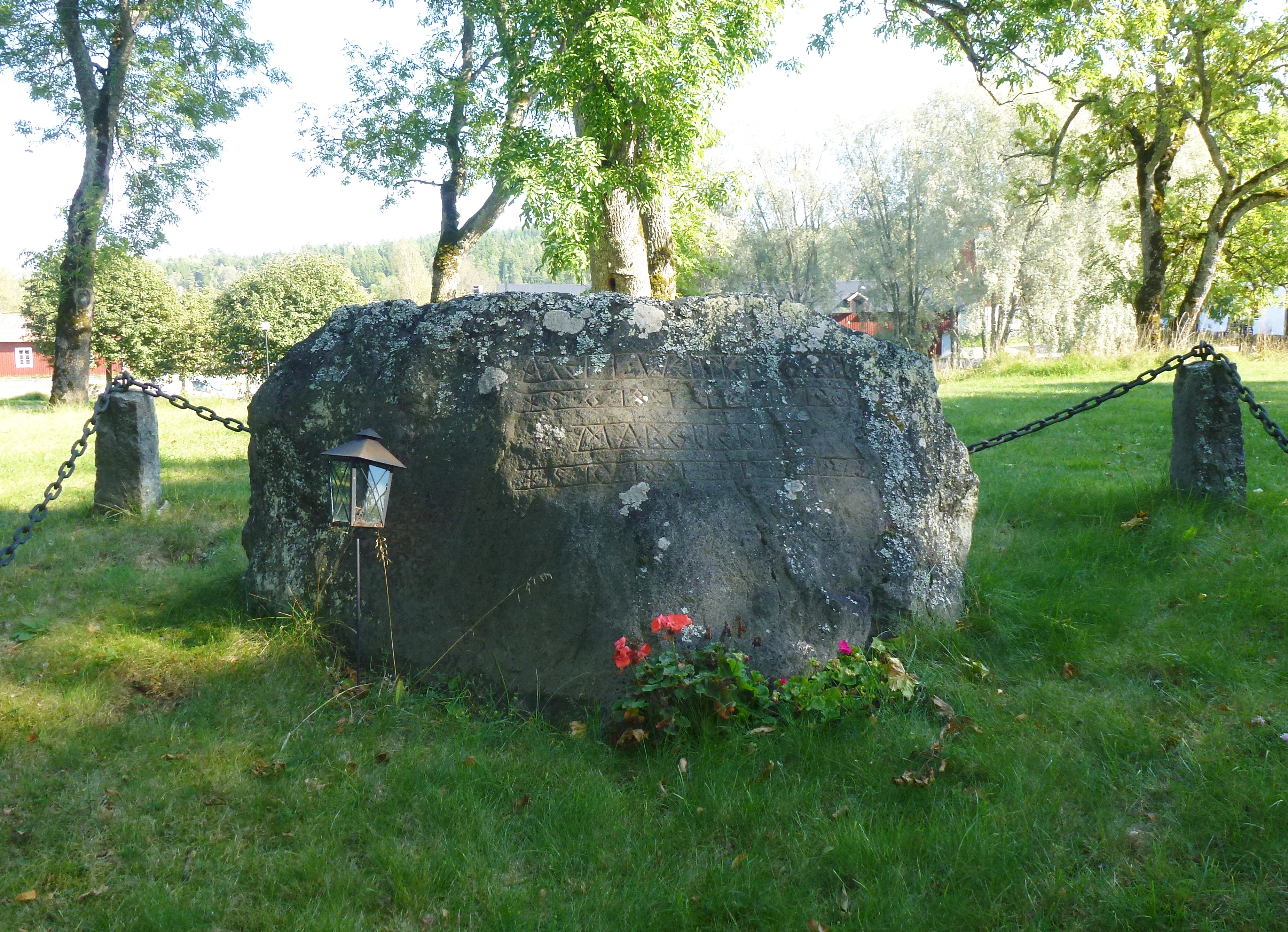
へリンゲ城のヴェナー＝グレン夫妻の墓、2014年

アクセル・ヴェナー＝グレンの財産の基礎となったものは、掃除機産業をスウェーデン国内に定着させたことによるものであった。第一次世界大戦後間もなく彼はスウェーデンの照明機器会社のエレクトロラックス社に掃除機の特許を購入するように働きかけ、その代金を会社の株式で受け取った。後日、ヴェナー＝グレンはエレクトロラックス社で働きパナマ運河開通式用の投光照明機器の契約受注を含む業務上の成功を収めた。1930年代初めにはヴェナー＝グレンはエレクトロラックス社の所有者となり、会社は掃除機と冷蔵庫の技術で主要なブランドとなっていた。彼は利益を新聞、銀行、兵器産業にも投資し、安全マッチ王（safety-match tycoon）と呼ばれたが後に没落したイーヴァル・クルーガーから多くの資産を買い取った。
ヴェナー＝グレンに関しては、最初の妻がスウェーデン人だったヘルマン・ゲーリングの友人であるという定かでない噂があり、1930年代末に来たる世界大戦の防ぐためにゲーリングと英国、米国政府とのパイプ役を果たしていると信じられていた。全ての陣営が彼のことを目立ちたがりの信用の置けない人物とみなしたことと、さらにはナチス体制にそれほど大きな影響力を持っていなかったことでヴェナー＝グレンの尽力は成功しなかった。
失意のヴェナー＝グレンは引退し、英領バハマの首都ナッソーにあるパラダイスビーチの彼の別荘に移った。
ヴェナー＝グレンはハワード・ヒューズから購入した当時世界最大級のヨット「サザンクロス号（Southern Cross）」で、1937 - 1938年に世界一周旅行を行った。
1938年の初頭、日本の東京で帝国ホテルに宿泊したヴェナー＝グレンは、ホテルを大変気に入り、支配人の犬丸徹三と交渉して、帝国ホテルのボーイだった小栗順三を使用人として雇った。
このことは、後年、ヴェナー＝グレンがモノレール事業で日本に進出する足掛かりとなった。
ヴェナー＝グレンは小栗順三のことをマリオ・オグリ（Mario Oguri）と呼んだ。
1939年9月、ヴェナー＝グレンのサザンクロス号はドイツ潜水艦に撃沈された客船「アセニア号」の沈没現場で連合国の船舶に随行していた。彼のヨットは沈没船の生存者300名以上を救助して幾名かを近くの連合国船に移乗させ、残りを米国まで送り届けた。それにもかかわらず彼がナチスのスパイであるという疑いがかけられていたが、その根拠はほとんど証明されなかった。
1940年、ウインザー公がバハマ総督に着任すると、ヴェナー＝グレンとウインザー公は親しい間柄となった。
ヴェナー＝グレンのゲーリングとの交友、それにウインザー公のナチスに対する理解への疑いから、最初は米国が、続いて英国がヴェナー＝グレンの名前を経済活動のブラックリストに載せた。
1941年、ヴェナー＝グレンがサザンクロス号でメキシコに移動すると、まもなく英国政府はバハマにあるヴェナー＝グレンの資産を凍結した。
第二次世界大戦が終了すると、バハマにあった資産は英国政府から返還され、ヴェナー＝グレンは世界中で事業を再開した。
しかし彼自身は死の直前まで、メキシコのモレロス州にあるクエルナバカ市に住んでいた。
1961年11月24日死去。夫人とともにスウェーデンのへリンゲ城に埋葬されている。

### 園芸事業
第二次世界大戦によりサザンクロス号での旅行が困難になると、ヴェナー＝グレンはバハマの別荘の広大な庭園でマリオ・オグリにガーデニングの修行をさせた。
メキシコに拠点を移した1940年代、ヴェナー＝グレンはクエルナバカで「ハルディンコルテス（Jardin Cortes）」という観葉植物園を設立し、マリオ・オグリを支配人にして運営を任せた。
ハルディンコルテスではブーゲンビリアやポインセチアの栽培・販売が行われた。
マリオ・オグリは日本庭園も手掛けるようになり、日本から庭石、灯篭、鳥居などを輸入して造園請負業を行った。
1953年頃、ハルディンコルテスはバーバラ・ハットンの別荘「スミヤ（角屋）」の日本庭園造営を受注した。

### モノレール事業
ヴェナー＝グレンの興味の対象の1つにモノレールがあった。彼は跨座式モノレール技術の特許を取得し、ALWEG社を設立した。ALWEG社は1959年に初代のディズニーランド・モノレール（Disneyland Monorail System）を、1962年にシアトルセンター・モノレール（Seattle Center Monorail）を製造した。

#### 日本への売り込み
1953年4月、ヴェナー＝グレンはマリオ・オグリをかつてのマリオの上司、帝国ホテル社長、犬丸徹三のもとに派遣した。
犬丸に、日本でのALWEG式モノレールへの投資を依頼したのである。
犬丸はモノレールに関心を示さなかったが、マリオに日産・日立グループの創始者、鮎川義介を紹介してくれた。
鮎川がヴェナー＝グレンの知人だったからである。
1953年6月、鮎川の提案により、帝国ホテルでALWEG式モノレールの説明会が開かれ、運輸省と日立製作所の関係者が出席した。
この説明会をきっかけに、1960年8月、ALWEG社と日立製作所はモノレール技術に関するライセンス契約を締結した。
1964年9月、ALWEG式を採用した東京モノレール羽田空港線が開業した。開業記念式典でテープカットを行ったのは、東京モノレール社長に就任した犬丸徹三だった。

### 鉄道事業
ヴェナー＝グレンはカナダ人のW.A.C. ベネット（W.A.C. Bennett）と協力してプリンス・ジョージ（Prince George）の北から未着手のピース川、ロッキーマウンテン渓谷（Rocky Mountain Trench）そして最終的にはアラスカまで至る鉄道の建設という投機的な鉄道計画に情熱を燃やし続けた。不必要なフォート・ネルソン（Fort Nelson）支線を含む鉄道の一部はヴェナー＝グレンの死後にパシフィック・グレートイースタン鉄道（Pacific Great Eastern Railway）により建設された。北部の利権は、広大な渓谷を利用したベネット・ダム（Bennett Dam）、ガスのパイプライン、テーラー（Taylor）の工場、炭鉱、パルプ工場といった巨大な産業プロジェクトをこの地域に萌芽させる刺激となった。

### コンピュータ事業
1950年代にヴェナー＝グレンは初期のコンピュータ事業にも手を出した。カリフォルニア州とアラスカ州を結ぶ鉄道計画のために彼は、ロスアンジェルス郊外のレドンド・ビーチに物流研究所を設立し、磁気ドラムメモリを基にしたコンピュータを開発した元ノースロップの技術者グレン・ハーゲン（Glenn Hagen）に連絡を取った。1952年11月にヴェナー＝グレンは物流研究所を会社組織にする援助をし、間もなく会社を自身の支配下に治め社名をALWAC（the Axel L. Wenner-Gren Automatic Computer）と改称した。モデルALWAC IIを1954年6月に、モデルIIIは1955年12月に出荷された。1956年と1957年にはIBM 650の競合機と目されるより少数の部品構成で廉価なモデルALWAC III-Eが出荷されたが30台以上ではなかったようである。この直後に磁気ドラム機は磁気コアメモリの登場により完全に旧態化した。続くALWAC 800ではコアメモリだけでなく磁気ロジック（半導体ダイオードとコアメモリの複合。ヒューイット・クレーンを参照）も使用していたが設計上の失敗により試作段階以降には進まず、この機械の事前契約により会社は破滅寸前の状態にまでなった。1958年に開発はスウェーデンに移され、III-Eより多少改良を施された次のモデルWegematic 1000が1960年に出荷された。僅か1ダースが出荷され、イスラエルのワイツマン科学研究所へ贈られた1台を含むその半分は大学に寄付された。その見返りにヴェナー＝グレンは幾つかの名誉称号を受けた。

### ヴェナー＝グレン基金
ヴェナー＝グレンは人類学の研究を援助する組織ヴァイキング・ファンド（Viking Fund）を設立し寄付（endowed）をした。これは後に人類学研究のためのヴェナー＝グレン基金と改称された。